# Маргарита II (графиня Ено)
Маргарита I (нім. Margarethe I., нід. Margaretha I; 1311 — 23 червня 1356) — графиня Ено (як Маргарита II) в 1345—1356 роках, графиня Голландії і Зеландії (як Маргарита I) в 1345—1354 роках, імператриця Священної Римської імперії.

## Життєпис
Походила з династії Авенів. Старша донька Вільгельма I, графа Ено, Голландії і Зеландії, та Жанни де Валуа. Народилася 1311 року. 1324 року в Кельні вийшла заміж за Людвига IV Віттельсбаха, короля Німеччини. Як посаг чоловік мав отримати 47 тис. флоринів, але через рік батько Маргарити сплатив лише половину. Водночас сама Маргарита отримала від чоловіка замки Кауб, Фюрстенберг, Райхенштайн та Лінденфельс, що давали 11 тис. флоринів прибутку.
У 1327—1328 роках супроводжувала чоловіка в італійському поході. 17 січня 1328 року в Соборі святого Петра у Римі її разом з Людвигом IV було короновано імператорською короною.
1336 року звернулася до французького короля Філіппа VI Валуа щодо посередництва у конфлікті з Папським престолом (той перебував в Авіньйоні), але той відкинув пропозицію Маргарити. Водночас брала участь у налагодженні відносин Людвига IV з папою римським Бенедиктом XII, проте марно.
1345 року після загибелі брата Вільгельма II, графа Ено, Голландії і Зеландії, успадкувала ці володіння. У 1346 році Маргарита I безпосередньо вступила у керування графствами. Того ж року в Іпрі домовилася з сестрою Філіппою щодо відмови останньої на графство Ено. Натомість Маргарита погодилася переконати чоловіка відновити антифранцузький союз з Англією. Слідом за цим призначила стрийка Жана де Бомонна намісником Ено, сина Вільгельма — Голландії, другого сина Оттона, який нещодавно народився, оголосила бургграфом Зеландії.
Проте 1347 року помирає імператор Людвик IV. Сини Маргарити вступили у боротьбу з Карлом Люксембургом, імператором Священної Римської імперії.
1349 року оголосила графом-співправителем сина Вільгельма. Втім вже 1350 року проти останнього виступила частина знаті (Бредероде, Дуівенвурд, Поланен), що сформували Лігу Гачка. Вони запросили Маргариту повернутися до одноосібного керування. Її сина підтримали міста та роди Егмонд, Аркель, Геемскерк, що сформували Лігу Тріски. З цього часу починається запекла війна тріски і гачка.
1351 року Едуард III, король Англії, прийшов на допомогу Маргариті, яка у морській битві при Віре здобула перемогу над флотом Вільгельма I. Втім у битві на суходолі — біля Вальардінгені — перемогу здобули прихильники Вільгельма I. 1352 року на бік останнього перейшов англійський король. 1353 року Маргарита I зазнала цілковитої поразки. Зрештою 1354 року підписала з сином Монський договір, за яким зрікалася Голландії і Зеландії на користь Вільгельма I, в її володінні залишилося графство Ено. Також графиня отримала від сина 40 тис. флоринів як компенсацію та щорічний пенсіон в 7 тис. флоринів.
1354 року визнала себе васалом французького короля. Натомість отримала щорічний пенсіон в 3700 флоринів. В наступні роки мала прикордонні конфлікти з графством Фландрія, Льєзьким єпископством. З 1355 року тяжко хворіла. 1356 року Маргарита помирає в Ле-Кенуа. Поховано в церкві міноритів в Валансьєнні. Графство Ено успадкував Вільгельм I.

## Родина
Чоловік — Людвиг IV Віттельсбах, імператор Священної Римської імперії.
Діти:
- Маргарита (1325—1374) — 1-й чоловік (з 1351) Стефан Анжуйський, герцог Трансільванії, Славонії, Хорватії та Далмації (1332—1354), син Карла I Роберта, 2-й чоловік (з 1358) граф Герлах фон Гогенлое (пом. в 1387), син Людвіга фон Гогенлое
- Анна (1326–1361) — чоловік (з 1339) герцог Нижньої Баварії Йоганн I (1329–1340)
- Людвіг VI (1328—1364/1365) — герцог Баварії (з 1347), 1-а дружина (з 1352) Кунігунда Польська (1334—1357), дочка короля Польщі Казимира III Великого, 2-га дружина (з 1360) Інгебурга Мекленбурзька (1340–1395)
- Єлизавета (1329—1402) — 1-й чоловік (з 1350) сеньйор Верони Кангранде II делла Скала (1332—1359), представник династії Скалігерів, 2-й чоловік (з 1362) граф Ульріх фон Вюртемберг (1342 —1388)
- Вільгельм I (1330—1389) — граф Голландії та Зеландії, герцог Баварський-Штраубінський (з 1353), дружина (з 1352) Матильда Ланкастерська (1339—1362), дочка першого ланкастерського герцога Генрі Гросмонтського
- Альбрехт I (1336—1404) — герцог Баварії (з 1347), 1-а дружина (з 1353) Маргарита Сілезька (1342—1386), 2-га дружина (з 1394) Маргарита Клевська (1375—1412), дочка графа Клевського Адольфа III
- Беатриса (1344—1359) — чоловік (з 1356) король Швеції Ерік XII (1339—1359)
- Агнеса (1345–1352)
- Оттон V (1346—1379) — герцог Баварії (з 1347), дружина (з 19 березня 1366) Катерина, дочка імператора Карла IV
- Людвіг (1347—1348)